# 효혜황후 (명나라)
효혜황후 소씨(孝惠皇后 邵氏, 선덕 10년 4월 29일(1435년 5월 26일) ~ 가정 원년 11월 18일(1522년 12월 5일))는 성화제의 서후이자 추존왕 예종의 생모이고 가정제의 조모이다. 항주(杭州) 창화(昌化) 출신이고, 아버지는 소림(邵林)이다.

## 생애
소씨는 오랫동안 궁녀생활만 하다가 성화제의 눈에 맞아 후궁으로 들어왔고, 성화 11년(1476년), 흥왕(興王) 주우원(朱祐杬)을 출산하자 신비(宸妃)로 진봉 되었다. 그리고 성화제 말년에는 귀비(貴妃)로 진봉하게 된다.
성화제가 붕어하고 35년이 지나 가정 원년(1522년), 가정제가 즉위하고, 친부를 황제로 만들기 위해 대례의 의를 펼치는 중에, 생부 주우원을 흥헌제(興獻帝)로 추존하고, 생모 장씨를 흥국태후(興國太后)로 격상하고, 할머니 황태비 소씨를 수안황태후(壽安皇太后)로 격상하였다. 그 해 11월, 수안황태후는 붕어한다.

## 시호, 능호
시호는 원래 효혜강숙온인의순협성우성황태후(孝惠康肅溫仁懿順協性祐聖皇太后)로 추시하였으나, 가정 7년(1528년)에 황태후대신 태황태후로 개칭을 하였다. 다시 가정 15년(1536년)에 최종적으로 태황태후 대신 황후로 개칭을 하여, 정식시호는 효혜강숙온인의순협성우성황후(孝惠康肅溫仁懿順協性祐聖皇后)이다. 능호는 무릉(茂陵)이다.